# Christina Forsne
Pour les articles homonymes, voir Forsne.
Eva Christina Maud Forsne, connue sous le nom de Chris Forsne en Suède et Christina Forsne en France, née le 8 juin 1948, est une journaliste et écrivain suédoise.

## Biographie
Christina Forsne a été correspondante à l'étranger pour plusieurs médias suédois, dont les quotidiens Aftonbladet et Göteborgs-Posten, ainsi que la télévision publique Sveriges Television.
Elle est à l'initiative de plusieurs programmes pour la chaîne de télévision éducative suédoise Kunskapskanalen.
Christina Forsne a publié un récit en 1997 sur la relation cachée qu'elle aurait eue avec le président français François Mitterrand,.
Christina Forsne est la mère d'un fils né de père inconnu le 12 novembre 1988 à Boulogne-Billancourt en France : Hravn Forsne. Le 8 août 2014, Hravn Forsne révèle lui-même, dans une interview parue dans le journal suédois Kungsbacka-Posten, qu'il serait le fils biologique de François Mitterrand,.

## Écrits
Elle est l'auteur de plusieurs ouvrages, dont deux livres sur le président de la République français François Mitterrand :
- 1982 : Den franska modellen : Mitterrands första år (Le modèle français : la première année de Mitterrand en français), en collaboration avec Olof Petersson
- 1982 : 102 krogar i Paris (102 restaurants parisiens en français), en collaboration avec Tommy Eibrand et Staffan Heimerson
- 1997 : François (titre original : Älskar ni inte livet? : 15 år med François Mitterrand), Éditions du Seuil  (ISBN 2020314800) Récit qui évoque son « amitié amoureuse » avec François Mitterrand[5].
- 2012 : Notre homme dans le monde (roman)